# バーリー湖
バーリー湖（英語: Lake Barlee）とは、オーストラリア大陸南西部の乾燥地帯に存在する塩水湖である。ただし、しばしば完全に干上がって湖面が消滅することもある。

## 地理

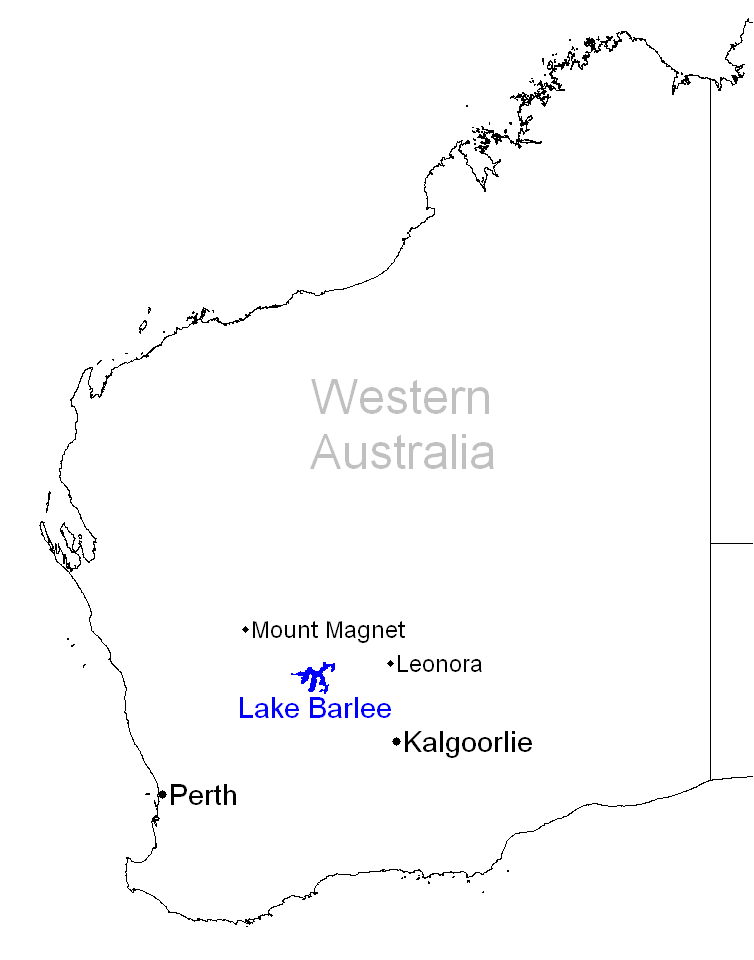
西オーストラリア州におけるバーリー湖の位置。

バーリー湖は南緯29度10分、東経119度30分付近に位置しており、ここはオーストラリア西部の西オーストラリア州の中西部地域に属している。バーリー湖の湖面の標高は400 m程度。面積は約2千 km2弱で、満水時には入り組んだ湖岸線と幾つもの島々が出現する。ただし、通常湖水は干上がっており、湖が水で満たされるのは、平均するとおおむね10年に1回程度に過ぎない。なお、満水になれば、その後1年間程度は水が残っている。

## 生物相
バーリー湖に水の無い時は全く見られないものの、水がある時は水鳥の重要な繁殖地の1つとなり、この湖を最大17万9千つがいが繁殖に利用する

。
この時見られる鳥として、例えばアカエリシロチドリ、クビワアカツクシガモ、コクチョウ、サザナミオオハシガモ、オーストラリアセイタカシギなどが挙げられる。

## 湖の名称
ジョン・フォーレスト（John Forrest）は、1869年5月18日にこの湖を訪れた。彼は、この湖をフレデリック・バーリー（Frederick Barlee）の姓をとって「バーリー湖（Lake Barlee）」と命名した。

## 主な参考文献
- Lake Barlee